# Gante-Wevelgem 2009

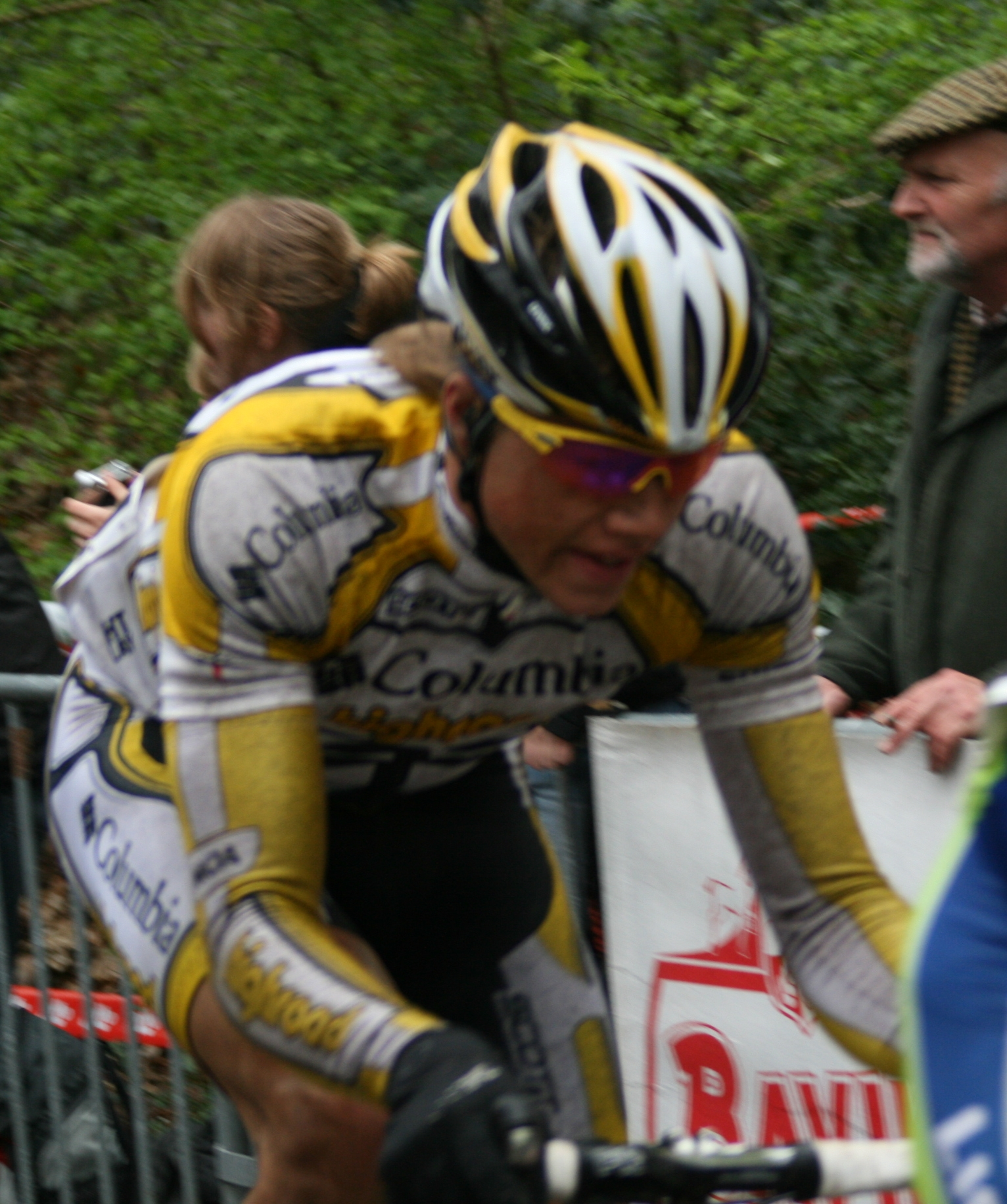
El ganador de la carrera Edvald Boasson Hagen, durante la disputa de la prueba.

La 70ª edición de la Gante-Wevelgem se disputó el 8 de abril de 2009, sobre un trazado de 203 km. 
La carrera perteneció al UCI ProTour 2009. 
Participaron 23 equipos: los 18 de categoría UCI ProTeam (al tener obligada su participación); más 5 de categoría Profesional Continental mediante invitación de la organización (Cervélo Test Team, Skil-Shimano, Topsport Vlaanderen-Mercator, el Vorarlberg-Corratec y Vacansoleil Pro Cycling Team).
La carrera se decidió a 34 km de la llegada cuando el noruego Edvald Boasson Hagen alcanzó al bielorruso Alexandre Kuchynski, que iba escapado. Juntos llegaron al último kilómetro, momento en el que el noruego se deshizo del bielorruso para hacerse con su primera victoria relevante en el panorama internacional. Tercero fue el australiano Matthew Goss a más de 50 segundos del dueto.

## Clasificación final
| Posición | Ciclista                  | Equipo             | Tiempo     |
| -------- | ------------------------- | ------------------ | ---------- |
| 1.       | Edvald Boasson Hagen      | Columbia-High Road | 5h 00' 31" |
| 2.       | Alexandre Kuchynski       | Liquigas           | + 03"      |
| 3.       | Matthew Goss              | Saxo Bank          | + 52"      |
| 4.       | Mathew Hayman             | Rabobank           | m.t.       |
| 5.       | Andreas Klier             | Cervélo            | + 55"      |
| 6.       | Koldo Fernández de Larrea | Euskaltel-Euskadi  | +1' 47"    |
| 7.       | Marcus Burghardt          | Columbia-High Road | + 2' 12"   |
| 8.       | Tom Leezer                | Rabobank           | m.t.       |
| 9.       | Manuel Quinziato          | Liquigas           | m.t.       |
| 10.      | Jeremy Hunt               | Cervélo            | m.t.       |